# Parlamentswahl in Frankreich 1962
Die Parlamentswahl in Frankreich 1962 fand am 18. und 25. November statt. Gewählt wurden alle 482 Abgeordneten der Nationalversammlung.

## Ergebnis

### France métropolitaine
| Listen                                                                                          | Listen                                         | 1. Wahlgang | 1. Wahlgang | 1. Wahlgang | 2. Wahlgang | 2. Wahlgang | 2. Wahlgang | Mandate Gesamt |
| Listen                                                                                          | Listen                                         | Stimmen     | %           | Mandate     | Stimmen     | %           | Mandate     | Mandate Gesamt |
| ----------------------------------------------------------------------------------------------- | ---------------------------------------------- | ----------- | ----------- | ----------- | ----------- | ----------- | ----------- | -------------- |
|                                                                                                 | Union pour la Nouvelle République – UDT        | 5.855.744   | 31,9        | 46          | 6.169.890   | 40,4        | 183         | 229            |
|                                                                                                 | Parti communiste français                      | 4.003.553   | 21,8        | 9           | 3.195.763   | 20,9        | 32          | 41             |
|                                                                                                 | Section française de l’Internationale ouvrière | 2.298.729   | 12,5        | 1           | 2.264.011   | 14,8        | 64          | 65             |
|                                                                                                 | Mouvement républicain populaire                | 1.665.695   | 9,1         | 14          | 821.635     | 5,4         | 22          | 36             |
|                                                                                                 | Parti radical                                  | 1.429.649   | 7,8         | 8           | 1.172.711   | 7,7         | 35          | 43             |
|                                                                                                 | Centre national des indépendants et paysans    | 1.404.177   | 7,7         | 6           | 1.444.666   | 9,5         | 22          | 28             |
|                                                                                                 | Républicains indépendants 1                    | 1.089.348   | 5,9         | 12          | –           | –           | 8           | 20             |
|                                                                                                 | Parti socialiste unifié und Extrême gauche     | 427.467     | 2,3         | –           | 138.131     | 0,9         | 2           | 2              |
|                                                                                                 | Extrême droite                                 | 159.429     | 0,9         | –           | 52.245      | 0,3         | 1           | 1              |
| Gesamt                                                                                          | Gesamt                                         | 18.333.791  | 100         | 96          | 15.259.052  | 100         | 369         | 465            |
|                                                                                                 |                                                |             |             |             |             |             |             |                |
| Ungültige Stimmen                                                                               | Ungültige Stimmen                              | 584.368     | 3,1         |             | 565.938     | 3,6         |             |                |
| Wähler                                                                                          | Wähler                                         | 18.918.159  | 68,7        |             | 15.824.990  | 72,1        |             |                |
| Wahlberechtigte                                                                                 | Wahlberechtigte                                | 27.526.358  |             |             | 21.957.468  |             |             |                |
|                                                                                                 |                                                |             |             |             |             |             |             |                |
| Quellen: 1. Wahlgang: Amtliche Statistik (Innenministerium) – 2. Wahlgang: vorläufiges Ergebnis |                                                |             |             |             |             |             |             |                |

- 1 2. Wahlgang, Stimmen: CNIP–RI

### Überseefrankreich
| Gebiet                   | Gebiet                     | Mandate |
| ------------------------ | -------------------------- | ------- |
| Départements d’outre-mer | Guadeloupe                 | 3       |
| Départements d’outre-mer | Guyane                     | 1       |
| Départements d’outre-mer | Martinique                 | 3       |
| Départements d’outre-mer | La Réunion                 | 3       |
| Territoires d'outre-mer  | Comores                    | 2       |
| Territoires d'outre-mer  | Côte française des Somalis | 1       |
| Territoires d'outre-mer  | Nouvelle-Calédonie         | 1       |
| Territoires d'outre-mer  | Polynésie                  | 1       |
| Territoires d'outre-mer  | Saint-Pierre-et-Miquelon   | 1       |
| Territoires d'outre-mer  | Wallis-et-Futuna           | 1       |
| Gesamt                   | Gesamt                     | 17      |

### Sitze insgesamt
| Gebiet                  | 1. Wahlgang | 2. Wahlgang | Gesamt |
| ----------------------- | ----------- | ----------- | ------ |
| Metropolitan-Frankreich | 96          | 369         | 465    |
| Übersee-Frankreich      | 12          | 5           | 17     |
| Gesamt                  | 108         | 374         | 482    |

## Fraktionen
|                                                                            |                                             |             |             |             |
| Fraktion                                                                   | Fraktion                                    | Abgeordnete | Abgeordnete | Abgeordnete |
| Fraktion                                                                   | Fraktion                                    | Mitglieder  | Assoziierte | Gesamt      |
|                                                                            | Union pour la Nouvelle République (UNR-UDT) | 216         | 17          | 233         |
|                                                                            | Socialiste (SOC)                            | 64          | 2           | 66          |
|                                                                            | Centre démocratique (CD)                    | 51          | 4           | 55          |
|                                                                            | Groupe communiste (COM)                     | 41          | –           | 41          |
|                                                                            | Rassemblement démocratique (RD)             | 35          | 4           | 39          |
|                                                                            | Républicains indépendants (RI)              | 32          | 3           | 35          |
|                                                                            | Fraktionslose Abgeordnete                   | –           | –           | 13          |
| Gesamt                                                                     | Gesamt                                      | Gesamt      | Gesamt      | 482         |
|                                                                            |                                             |             |             |             |
| Quelle: Journal officiel – Assemblée nationale, Séance du 11 Décembre 1962 |                                             |             |             |             |

## Bibliografie
- Les Élections legislatives de 1962, Ministère de l’intérieur